# Ordonnance de non-publication
 (février 2016).
Si vous disposez d'ouvrages ou d'articles de référence ou si vous connaissez des sites web de qualité traitant du thème abordé ici, merci de compléter l'article en donnant les références utiles à sa vérifiabilité et en les liant à la section « Notes et références ».
Une ordonnance de non-publication est, en droit canadien, une décision de justice interdisant ou limitant aux médias la publication d'une ordonnance.

## Application
Une ordonnance de non-publication a pour but d'établir un équilibre entre le droit à l'information et la protection des victimes ou des témoins, concernant leur vie privée, ou encore, pour prévenir la divulgation des noms des jeunes contrevenants.
L'arrêt Dagenais c. Société Radio-Canada est un arrêt de principe sur les ordonnances de non-publication. 